# Rens Polman
Rens Polman (4 november 1991) is een Nederlands singer-songwriter en presentator. Hij werd bekend als helft van het muzikale duo Lieve Bertha, waarmee hij ook video's maakt. Hij is presentator van Keuringsdienst van Waarde (KRO-NCRV). Hij is daarnaast bekend als presentator van Drugslab en Spuiten en Slikken (BNNVARA).

## Biografie en carrière
Polman begon in 2011 samen met Koen Brouwer het muziekduo Lieve Bertha. Samen met hun band brachten ze in eigen beheer twee ep's uit: Er Moet Een Meisje Bij en Meisje In Het Gras. Ze deden in 2012 mee aan de Grote Prijs van Nederland en ze wonnen daar de publieksprijs in de categorie van singer-songwriters. Behalve muziek uploadt het duo ook video's op YouTube. Deze werden ook door BNN 101tv op televisie uitgezonden.
In 2015 maakte Polman voor 3Lab het programma Rauwkost, waarna het een vervolg kreeg op YouTube en de website van de NPO.
In 2016 werd Polman samen met drie anderen het gezicht van de War Child Kidsclup. Hiermee komt hij op een creatieve manier op voor oorlogskinderen door video's te maken voor kinderen in Nederland. In datzelfde jaar werd Polman presentator van het internationale BNN-programma Drugslab, powered by Spuiten en Slikken, samen met Nellie Benner en Bastiaan Rosman. In dit programma proberen ze drugs om erachter te komen wat de effecten zijn op het menselijk lichaam.
In 2017 werd Polman presentator van het programma Spuiten en Slikken.
In 2019 is Polman begonnen als presentator bij de Keuringsdienst van Waarde. Ook heeft hij een tijd LUCKY13 (Talpa) gepresenteerd.